# Tablero de juego de Cnoso

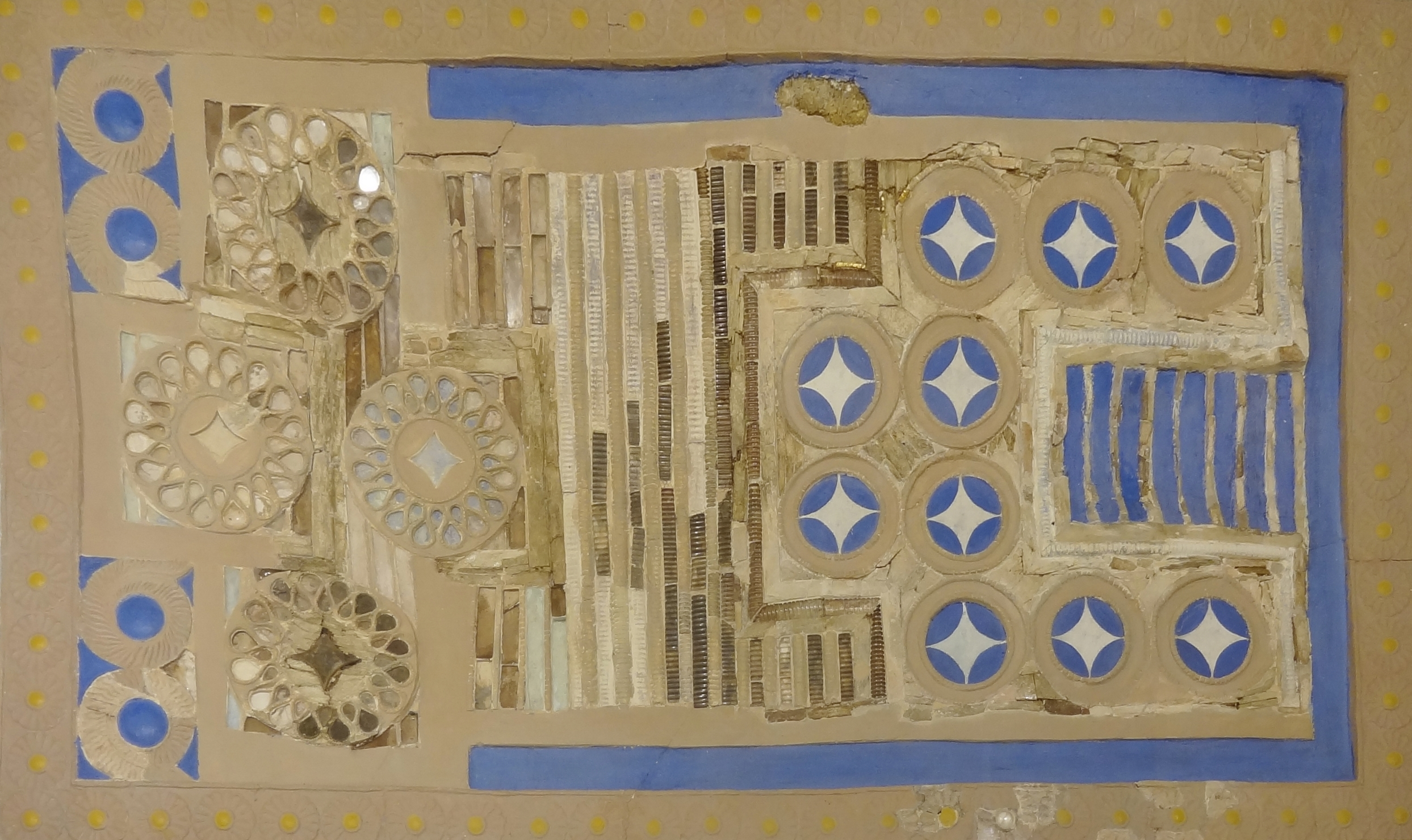
El «tablero de juego» de Cnoso.

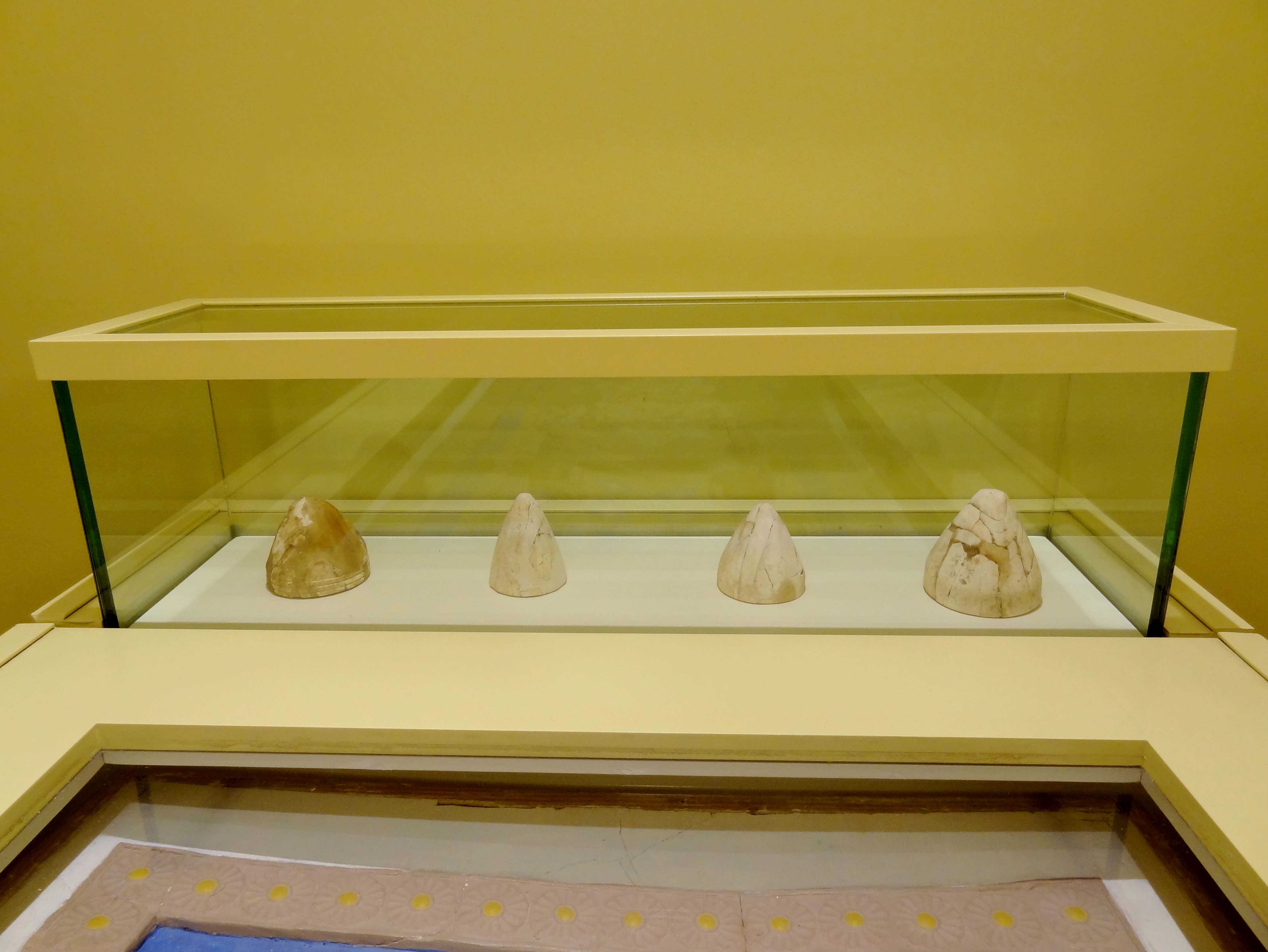
Las cuatro figuras cónicas que probablemente formaban parte del juego.

El tablero de juego de Cnoso (en griego, Ζατρίκιον) es un objeto arqueológico singular perteneciente a la civilización minoica que se conserva en el Museo Arqueológico de Heraclión. 
Fue encontrado por Arthur Evans en las excavaciones arqueológica de Cnoso, en un área del noreste del palacio que desde entonces se ha llamado «corredor del zatrikion». Se fecha en la época de los segundos palacios (entre 1700-1500 a. C.) Se trata de una pieza rectangular, realizada sobre una base de madera con materiales valiosos como marfil, cristal de roca, pasta de vidrio, oro y plata.
Junto al tablero se encontraron cuatro piezas de marfil en forma de cono, que probablemente formaran parte del juego.